# 台灣關懷中國人權聯盟
台灣關懷中國人權聯盟（英語：Taiwan Association for China Human Rights，簡寫）是台灣的非政府組織，於2011年5月14日由資深媒體人、台灣中央廣播電台董事楊憲宏在台北成立。該社團法人之目的在督促中華民國政府將人權做為兩岸談判的前提，特別是關注中國大陸內部的人權狀況，呼籲台海兩岸當局之間建立類似中美之間談判的「人權對話平台」機制，並推動中華民國政府儘速制定《難民法》或是《政治庇護法》、《中國人權法草案》，以協助受迫害的中國大陸良心犯及異見人士。該聯盟認為兩岸人權自由落差太大，穩定的兩岸關係需要「人權標準」。因此主張台灣應用民主人權、自由法治來跟中國大陸交往，強調民主、人權、自由和法治是「台灣唯一的籌碼」，並倡議「人權標準」應納入《兩岸經濟合作架構協議》（ECFA）的談判

## 重要成員
理事長楊憲宏為媒體人、台灣中央廣播電台董事。主要成員包括前總統府國策顧問阮銘、中國事務專家賴怡忠、前台灣新聞記者協會會長暨前中央廣播電台副總台長楊偉中、立法委員田秋堇、前立法委員姚立明、陳嘉君、鄭元豐、林立生、中央廣播電台製作人黃美珍、東吳大學人權學者暨前國際特赦組織台灣分會秘書長王興中、人權律師暨前台灣人權促進會會長魏千峰、律師朱婉琪、人權作家張鐵志等。

## 關注議題
據聯盟說帖草稿，台灣公民社會當前最重要的課題之一是「結合關懷中國人權情況的公民力量，敦促政府的行政與立法部門，訂定並確實執行與關懷中國人權有關的施政計劃，以確實有效的促進中國人權情況的改善，並為人權受迫害的人士提供適當的援助，以及幫助台灣民眾，包括年輕人了解與關注中國人權情況。」
據該聯盟《章程》記載，主要作為包括推動中華民國國會立法院通過有關中國人權相關之立法及決議、公眾監督政府落實上述相關立法及決議、要求政府具體協助中國人權相關活動、舉辦國際性之中國人權活動、推廣校園之人權教育、提供中國地區人權受害者及家屬人道協助及人道救援、關注台灣人在中國之人權待遇狀況、發展及促進世界關注中國人權。
關注中國人權議題、兩岸互動的人權問題，包括例如：六四事件、良心犯、中國維權律師處境、三聚氰胺毒奶粉求償問題、邀請中國維權藝術家艾未未訪台、中共摘取法輪功學員器官移植獲利的指控調查、中國茉莉花革命等。

## 行動

### 倡議立法院通過「關注及救援中國良心犯」決議
自2012年1月「台灣關懷中國人權聯盟」發起之初，其草擬第一工作要點是「敦促立法院，依兩公約行法的精神，每年提交有關中國人權的國會決議文，詳列中國境內被關押的良心犯名單、被拒絕回國的黑名單人士等內容，要求中華人民共和國政府落實中國公民的權利。」在2012年國際人權日,台灣數個人權團體代表,包括台灣關懷中國人權聯盟理事長楊憲宏、國際特赦組織台灣分會理事長林昶佐、台灣圖博之友會會長周美里、華人民主文化協會常務理事林佳龍、華人民主書院董事會主席王丹、法輪功人權律師代表朱婉琪及台灣人權促進會會長賴中強, 呼籲中國釋放良心犯。隔日11日中華民國國會立法院跨黨派無異議通過「關注及救援中國良心犯」決議，並且要求行政院在未來必須經由立法救援遭中國政府關押的4033名良心犯；決議文並指責中共執政當局「活摘法輪功學員及死刑犯器官做為買賣移植之用」「駭人聽聞」「天理難容」。該決議由台北律師公會理事長、立法委員尤美女提案，要求中華民國政府應依《公民與政治權利國際公約》第18條以國內立法落實兩公約。此決議是該聯盟推動「人權國會」的首次行動。

### 聲援營救中國異議人士
該聯盟與華人民主書院、圖博之友會等人權團體召開「空椅子兩週年-中國政府釋放劉曉波夫婦/聲援中國人權受害者」活動記者會，呼籲馬英九總統以實際行動關心中國人權，將人權問題納入兩岸談判內容；聯盟理事長楊憲宏強調「台灣無以為保，唯民主、自由、人權等價值，才是台灣真正的保障」，他呼籲大家要關心中國的人權，因為中國的人權與台灣的民主價值息息相關，如果中國沒有人權，台灣未來也會被中國（中華人民共和國）用那樣的方式對待，並提出4,033名未經正常審判程序而被關押的異見人士等良心犯名單，要求中華民國政府應在兩岸談判中要求中華人民共和國政府釋放並改善中國人權情況。維權律師陳光誠也以錄影方式聲援記者會，譴責中國人權仍在惡化，呼籲各國關注親人、藏人自焚、迫害法輪功等情況。
該聯盟曾於2011年6月與立法委員田秋堇、「台灣青年反共救國團」理事長林保華、魏千峰律師等在立法院聲援陳光誠並協助其妻袁偉靜將信函轉交馬英九總統，馬英九派人接洽並承諾在適當時間答覆袁偉靜，並表達對陳光誠一家處境的關心。 
據英國廣播公司報導，該聯盟委託民主進步黨立法委員林佳龍、台灣團結聯盟立委林世嘉與黃文玲2012年8月親赴紐約邀請流亡美國的中國著名盲人維權律師陳光誠訪問台灣。陳光誠回憶聯盟理事長楊憲宏曾在2005年親自到上海拜訪他，那次之後，陳光誠開始關注台灣。這項邀訪已獲中華民國政府陸委會主委賴幸媛正面回應，並將安排他在立法院公開演講。有國民黨立委一度質疑民進黨參與邀請動機，但是立法院內政委員會於11月22日由國民黨立委邱文彥提案通過附帶決議「歡迎陳光誠等中國民運或維權人士來台訪問」，陸委會主委王郁琦對委員會決議表示尊重並歡迎。
2011年4月，在台灣朝野長期對立下，該聯盟集結台灣朝野兩黨立法委員聲援北京異議藝術家艾未未。2011年10月，該聯盟邀請馬英九、郝龍斌出席《艾未未‧缺席》展覽，時值台北市舉辦「艾未未․缺席」展覽，而艾本人被北京政府指控「逃稅」罪名禁止出境、無法赴台灣。。艾未未2011年底接受聯盟理事長楊憲宏中央廣播電台節目專訪，艾指出「台灣政界向強權屈服」。」事後，馬英九總統親自前往看展，據媒體揭露是因為 該聯盟理事長楊憲宏直接向馬英九核心幕僚金溥聰、羅智強反映有關。
2016年全力推動難民法立法，爭取朝野共識。

### 關注六四事件
2012年6月5日，與其他人權團體公開呼籲總統府人權諮詢委員會成立「六四翻案平反小組」，蒐集六四事件資料，持續關心中國被關押的維權人士；並呼籲朝野領袖對談中國人權議題。

### 大陸學生來台交流議題
台灣團結聯盟立法院黨團幹事長林世嘉表示將提出修法，要求陸生必修3學分的民主和人權課。對此楊憲宏說，根據他接觸陸生的經驗，他們願意接受人權民主議題的人數愈來愈多，若能完成修法，將有助陸生民主教育。

### 國際人權交流
2014年起連續獲美國國會兩黨主席邀請，參加祈禱早餐會。
2015 年2月獲國務院負責國際宗教自由的無任所大使大衛．薩珀斯坦（David Saperstein）邀請出席在國務院內有關對中國宗教迫害議題會議。
2016年2月協助主辦亞太宗教自由論壇（The Asia Pacific Religious Freedom Forum簡寫APRFF），邀請全球超過25個國家的宗教人士、NGO及議員出席參加，共同研討及分享全球宗教自由議題所面對的挑戰和經驗。來台參加這次論壇的外賓包括但不限於：美國國際宗教自由委員會主席Katrina Lantos Swett、美國眾議員Chris Smith、美國自由之家董事長Mark Lagon 、美國國務院國際宗教自由辦公室主任Daniel Nadel、國際聲援西藏運動主席Matteo Mecacci、義大利國會議員Ernesto Preziosi、巴基斯坦國民議會議員Asiya Nasir、印尼國會議員Eva Sundari、義大利國會議員Marina Berlinghieri、印尼國家人權委員會副主席Imdadun Rahmat、挪威國會議員Abid Raja、歐洲議會議員Bastiaan Belder、立陶宛國會議員Mantas Adomenas、國際宗教自由圓桌會議共同主席Greg Mitchell、傳統基金會亞洲研究中心主任Walter Lohman、馬來西亞律師公會人權委員會主席邱進福、瑞典國際人權委員會秘書Nasim Malik等等。
2016年5月受邀到歐盟比利時總部參加中國迫害人權聽證會。
該聯盟呼籲中華民國總統府人權機構設置「六四翻案小組」，2011年曾整合台灣朝野聲援中國大陸藝術家艾未未，2013年邀請陳光誠訪問臺灣，12月推動國會立法院跨黨派無異議通過「關懷中國良心犯」決議，促使中華民國政府實質提供人道救援。
2014年12月獲頒「推動中國進步特別獎」，重要貢獻，推動立法院2012年11月一致通過「台灣反對中共成為聯合國人權委員會成員國」的決議，並推動立法院2012年12月一致通過「關懷（營救）中國良心犯」的提案、譴責中共活摘器官。

## 外部連結
- 台灣關懷中國人權聯盟官方網站 （页面存档备份，存于）
- 台灣關懷中國人權聯盟的Facebook專頁